# Ernest Roger
Ernest Roger (22. července 1864 Paříž – 1943) byl francouzský vědec a jeden z průkopníků bezdrátové komunikace.

## Životopis
Vystudoval pařížské lyceum Louis-le-Grand, které ukončil v roce 1883 a pokračoval ve studiu na vědecké fakultě Pařížské univerzity.
Spolu se svým bratrem Henrim prováděl mnoho amatérských pokusů v oblastech chemie a elektřiny. V roce 1885 se ve věku 21 let stal sekretářem fyzika Marcela Depreze. Ernest Roger se tak blíže seznámil s magnetickými vlnami a elektrickým proudem a spolupracoval na prvních pokusech s přenosem elektřiny mezi Paříží a Creil. Tyto zkušenosti později využil ve výzkumu bezdrátové komunikace.
V roce 1887 začal Ernest Roger pracovat ve firmě Eugèna Ducreteta. V roce 1898 společně testovali bezdrátový přenos mezi Eiffelovou věží, kde byl Ernst Roger, a asi 4 km vzdáleným Pantheonem, kde se nacházel Eugène Ducretet. Dne 5. listopadu předvedli přenos zprávy morseovou abecedou za přítomnosti člena Francouzské akademie věd.
20. ledna 1900 jejich společné zařízení pomohlo ve Finském zálivu zachránit 27 rybářů, kteří se spojili s ledoborcem. Tím získali velmi příznivou mezinárodní publicitu. Sám Eugène Ducretet obdržel za záchranu ruský řád sv. Stanislava.
V roce 1908 předal Eugène Ducretet řízení firmy svému synovi Fernandovi a Ernestovi Rogerovi. V prvním desetiletí 20. století se Ernest Roger věnoval zlepšování telegrafie a bezdrátového telefonu. Podnik nevyráběl přístroje pro široké použití veřejnosti. Dodával především specializované přístroje výzkumníkům na univerzitách ve Francii i v zahraničí. Masový rozvoj přinesla teprve první světová válka, když Francouzská armáda potřebovala ve velkém měřítku dorozumívací zařízení, mikrofony, zaměřovače apod.
Výzkum v oblasti rentgenového záření a vlnění znamenaly velké zdravotní problémy pro Fernanda Ducreteta, který v roce 1918 musel opustit firmu a v roce 1928 zemřel. Ernest Roger převzal vedení podniku, ačkoliv on sám vinou výzkumu rentgenu utržil vážné popáleniny na rukou.
V roce 1922 přeměnil firmu na akciovou společnost. V roce 1927 získal řád Čestné legie.
Společnost Ducretet-Roger koupil v roce 1931 koncern Eliha Thomsona. Ernest Roger odešel na důchod do Viroflay poblíž Paříže. Vzhledem ke svým zásluhám získal povolení provozovat soukromý vysílač, ačkoliv to zákon zakazoval, a každý čtvrtek ve stanovenou dobu se bavil tím, že posílal zprávy svým vnoučatům, která žila v 6. obvodu v Paříži. Po německé okupaci Paříže mu byl přístroj zabaven. Ernest Roger zemřel v roce 1943.